# Danville (Vermont)
Danville és una població dels Estats Units a l'estat de Vermont. Segons el cens del 2000 tenia 2.211 habitants.

## Demografia
Segons el cens del 2000, Danville tenia 2.211 habitants, 871 habitatges, i 627 famílies. La densitat de població era de 14 habitants per km².
Dels 871 habitatges en un 32,5% hi vivien nens de menys de 18 anys, en un 62% hi vivien parelles casades, en un 8,2% dones solteres, i en un 28% no eren unitats familiars. En el 23,1% dels habitatges hi vivien persones soles el 10,6% de les quals corresponia a persones de 65 anys o més que vivien soles. El nombre mitjà de persones vivint en cada habitatge era de 2,52 i el nombre mitjà de persones que vivien en cada família era de 2,96.
Per edats la població es repartia de la següent manera: un 26,1% tenia menys de 18 anys, un 4,5% entre 18 i 24, un 25,4% entre 25 i 44, un 28,9% de 45 a 60 i un 15,1% 65 anys o més.
L'edat mediana era de 41 anys. Per cada 100 dones de 18 o més anys hi havia 89,8 homes.
La renda mediana per habitatge era de 42.440 $ i la renda mediana per família de 47.150 $. Els homes tenien una renda mediana de 33.654 $ mentre que les dones 21.573 $. La renda per capita de la població era de 19.012 $. Entorn del 6,2% de les famílies i el 8,3% de la població estaven per davall del llindar de pobresa.